# Bórovsk
Bórovsk - Боровск (rus) - és una ciutat de l'óblast de Kaluga, a Rússia. Es troba a la vora del riu Protvà. És a 100 km al sud-oest de Moscou.

## Història

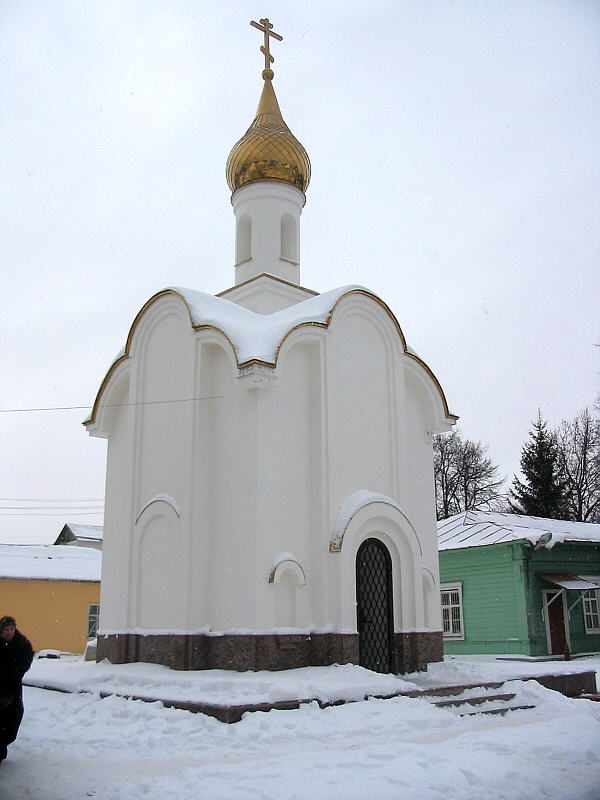
La capella-monument sobre el lloc on estigué empresonat el boiar Feodóssia Morózova.

L'existència de Bórovsk és coneguda ja des del segle xiii. La vila era part aleshores del Principat de Riazan. El segle XIV era propietat de Vladímir el Valent, passant a la sobirania del Gran Ducat de Moscou arran del matrimoni de la seva neta Maria de Bórovsk amb Basili II.
El 1444 fou fundat prop de Bórovsk el monestir de Pafnútiev. Les seves murades, torres i la catedral, s'erigeixen des del regnat de Borís Godunov. Dos cèlebres vells creients, el protopapa Avvakum i el boiar Feodóssia Morózova, foren empresonats en aquest monestir durant el transcurs de la meitat del segle xvii.
Entre els monuments remarcables de Bórovsk hi ha l'església de fusta més antiga de la regió (datada del segle xvii) i un museu dedicat a Konstantín Tsiolkovski, qui visqué i treballà a Bórovsk com mestre entre el 1880 i el 1891.

## Demografia
| 1897  | 1926  | 1959   | 1970   | 1979   | 1989   | 2002   | 2008   | 2009   | 2013   |
| ----- | ----- | ------ | ------ | ------ | ------ | ------ | ------ | ------ | ------ |
| 8.400 | 5.800 | 10.900 | 12.300 | 13.600 | 13.400 | 11.917 | 11.762 | 11.759 | 11.916 |

## Personalitats il·lustres
- Pafnuti Txebixov (1821-1894): matemàtic, nascut a Okàtovo, prop de Bórovsk.
- Konstantín Tsiolkovski (1857-1935): investigador de cosmonàutica, visqué a Bórovsk del 1880 al 1892.

## Galeria d'imatges

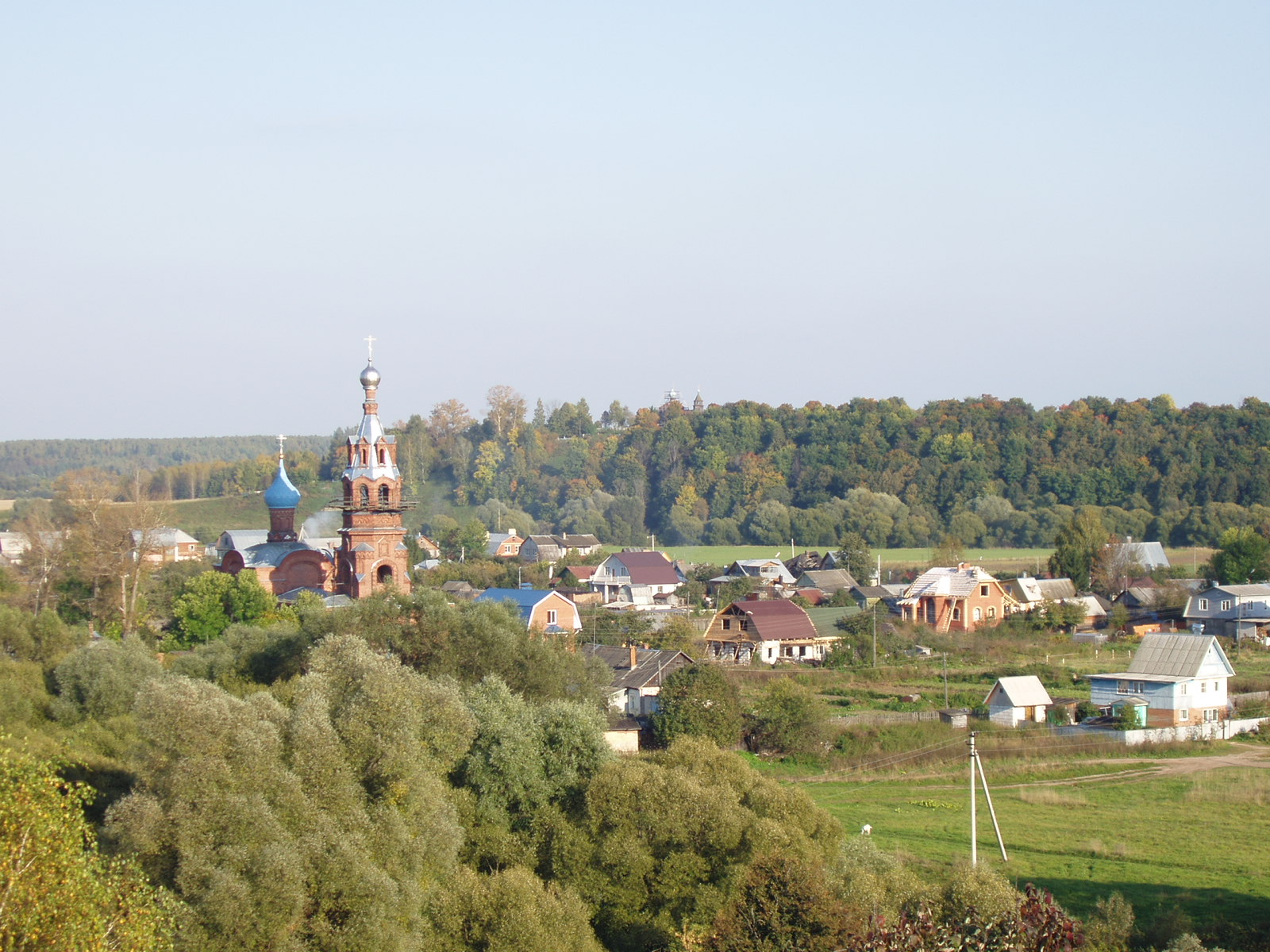
Vista de Bórovsk a l'estiu
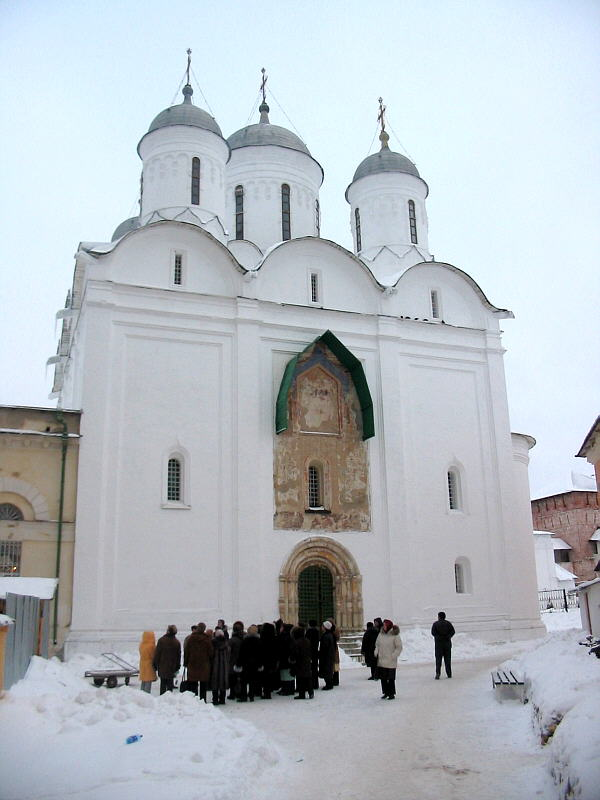
Monestir
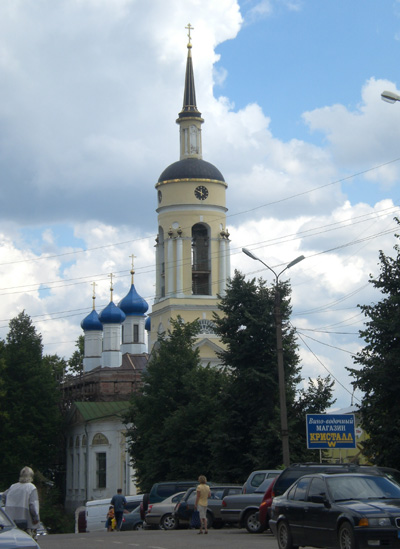
Catedral
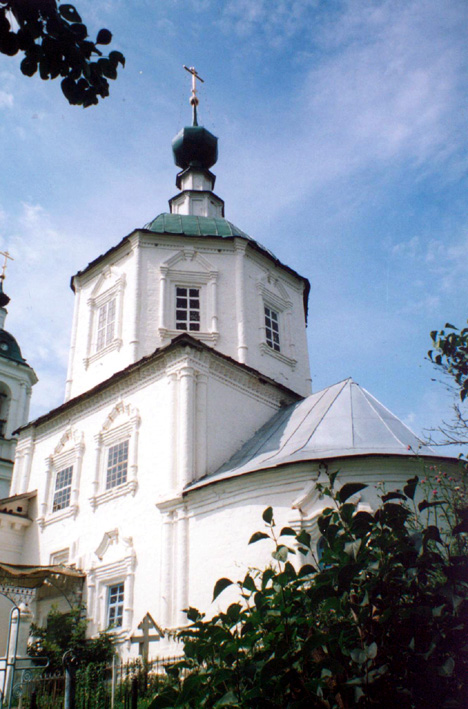
Església